# تيست درايف (سلسلة ألعاب فيديو)
تيست درايف (بالإنجليزية: Test Drive)‏ ، هي سلسلة ألعاب سباق السيارات الشهيرة ، كانت الفكرة جاءت من شركة آكولايد الأمريكية ، وفي فترة الألفية ، تمكنت شركة إنفوجرامز من شراء الحقوق لتيست درايف ، ومن ثم اشترها شركة آتاري لتوزيع ألعاب الفيديو.